# Ardisia velutina
Ardisia velutina är en viveväxtart som beskrevs av Pitard. Ardisia velutina ingår i släktet Ardisia och familjen viveväxter. Inga underarter finns listade i Catalogue of Life.